# لوئیس آربوگاست
لوئیس فرانسوا آنتوان آربوگاست (۴ اکتبر ۱۷۵۹–۸ آوریل ۱۸۰۳) یک ریاضیدان فرانسوی بود. وی در متزیگ در آلزاس متولد شد و در استراسبورگ، جایی که در آن استاد بود، درگذشت. او در مورد سری و مشتقات شناخته شده با نام خود نوشت: او اولین نویسنده ای بود که نمادهای عملیاتی را از کمیتها جدا کرد و به‌طور سیستماتیک علامت گذاری اپراتور DF را برای مشتقات تابع F معرفی کرد. در سال ۱۸۰۰، او در رساله حسابگری که در آن اولین بیانیه شناخته شده از آنچه در حال حاضر به عنوان فرمول فاوا دی برونو شناخته می‌شود، ۵۵ سال قبل از اولین مقاله منتشر شده از فاوا دی برونو در مورد این موضوع بحث کرده‌است.
او استاد ریاضیات در کلژ د کلمار بود و وارد یک مسابقه ریاضیاتی شد که توسط آکادمی سن پترزبورگ اداره می‌شد. ورود او به او شهرت داد و جایگاه مهمی در تاریخ توسعه حسابان بود. اربوگاست مقاله ای را به آکادمی سن پترزبورگ ارسال کرد که در آن او کاملاً از کنار اویلر پایین آمد. در حقیقت او بسیار بیشتر از اویلر در نوع توابع دلخواه معرفی شده با ادغام معادلات دیفرانسیل جزئی، ادعا می‌کند که توابع می‌توانند ناپیوسته باشند نه تنها به معنای محدود ادعا شده توسط اویلر، بلکه به معنای کلی تر ناپیوسته است. تعریف شده‌است که اجازه می‌دهد تا تابع از جزهایی از منحنی‌های مختلف تشکیل شود. آربوگاست با مقاله خود این جایزه را به دست آورد و مفهوم عملکرد ناپیوسته در رویکرد دقیق تر کوشی به تجزیه و تحلیل اهمیت پیدا کرد.
در سال ۱۷۸۹ او در استراسبورگ گزارش عمده ای در مورد مشتق و انتگرال به فرهنگستان علوم فرانسه در پاریس ارسال کرد که هرگز منتشر نشد. وی در مقدمه اثر بعدی ایده‌هایی را تشویق کرد که او را برای نوشتن گزارش مهم سال ۱۷۸۹ واداشت. اساساً او فهمید که هیچ روش سختگیرانه ای برای مقابله با همگرایی سری‌ها وجود ندارد و حرفه آربوگاست به ارتفاعات جدیدی رسید. وی علاوه بر پست ریاضیات، به عنوان استاد فیزیک در کالج رویال در استراسبورگ منصوب شد و از آوریل ۱۷۹۱ به عنوان استاد خود تا اکتبر ۱۷۹۱ خدمت کرد، در سال ۱۷۹۴ به عنوان رئیس دانشگاه استراسبورگ منصوب شد.
مشارکت او در ریاضیات او را به عنوان یک متفکر فلسفی نشان می‌دهد؛ و همچنین کارکردهای ناپیوسته، همان‌طور که در بالا گفتیم، وی حسابان را به عنوان نمادهای عملیاتی تصور کرد. دستکاری جبری سری که توسط لاگرانژ و لاپلاس در دهه ۱۷۷۰ مورد بررسی قرار گرفته‌است در سال ۱۸۰۰ توسط آرگوگست در قالب برابری اپراتور در نظر گرفته شد. ما به او مفهوم کلی فاکتوریل را به عنوان محصول تعداد محدودی از شرایط در پیشرفت حسابان مدیون هستیم.